# Cíborg

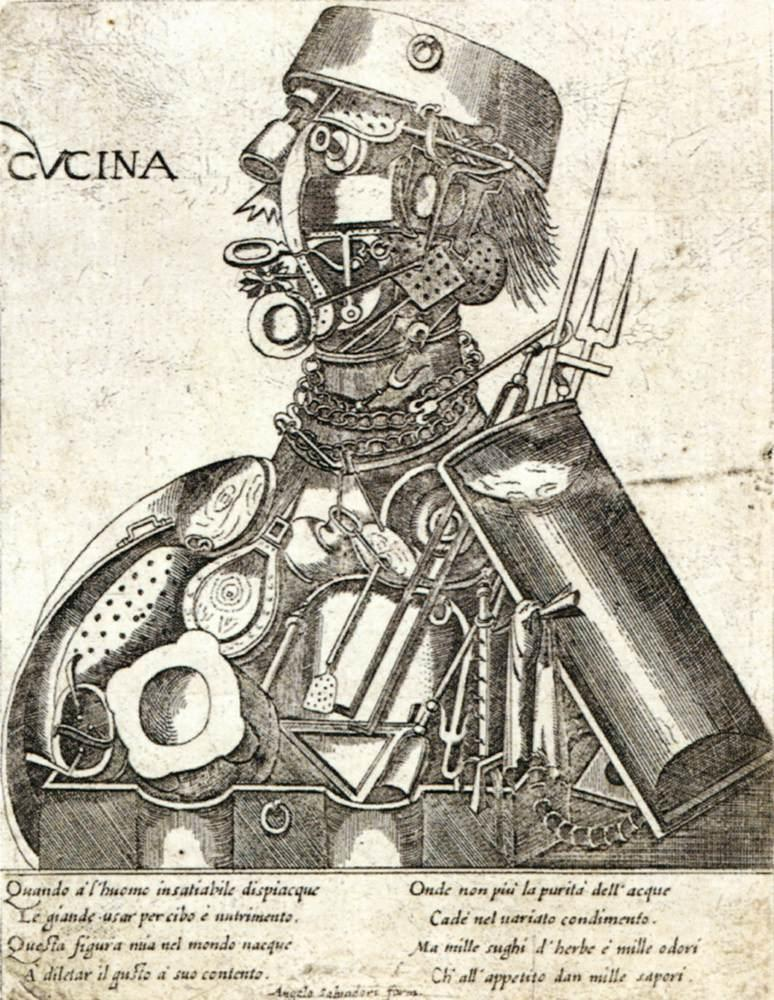
Humani Victus Instrumenta: Ars Coquinaria
de 1569

Un cíborg o cyborg (del acrónimo en inglés cyborg: de cyber [‘cibernético’] y organism [‘organismo’], ‘organismo cibernético’) es una criatura compuesta de elementos orgánicos y dispositivos cibernéticos generalmente con la intención de mejorar las capacidades de la parte orgánica mediante el uso de tecnología.
El término fue acuñado por Manfred E. Clynes y Nathan S. Kline en 1960 para referirse a un ser humano mejorado que podría sobrevivir en entornos extraterrestres. Llegaron a esa idea después de pensar sobre la necesidad de una relación más íntima entre los humanos y las máquinas en un momento en que empezaba a trazarse la nueva frontera representada por la exploración del espacio. Diseñador de instrumentación fisiológica y de sistemas de procesamiento de datos, Clynes era el director científico del Laboratorio de Simulación Dinámica del Rockland State Hospital, en el estado de Nueva York. El término apareció por primera vez en forma impresa, 5 meses antes, cuando The New York Times reportó sobre los aspectos psicofisiológicos del Simposio de Vuelo Espacial donde Clynes y Kline presentaron por primera vez su trabajo, con la siguiente definición: «Un cíborg es esencialmente un sistema hombre-máquina en el cual los mecanismos de control de la porción humana son modificados externamente por medicamentos o dispositivos de regulación para que el ser pueda vivir en un entorno diferente al normal».
De acuerdo con algunas definiciones del término, la conexión física y metafísica de la humanidad con la tecnología ya ha empezado a influir en la evolución futura del ser humano, al empezar a convertirnos en cíborgs. Por ejemplo, una persona a la que se le haya implantado un marcapasos podría considerarse un cíborg, puesto que sería incapaz de sobrevivir sin ese componente mecánico. Otras tecnologías médicas, como el implante coclear, que permite que un sordo oiga a través de un micrófono externo conectado a su nervio auditivo, también hacen que sus usuarios adquieran acceso a un sentido gracias a la tecnología, aproximando su experiencia a la de un cíborg.
A finales del siglo XX, la imagen del cíborg como ser que no es ni humano ni máquina, ni hombre ni mujer, fue recuperado por autoras como Donna Haraway en su A Cyborg Manifesto.
El término se suele utilizar erróneamente en numerosos escritos al confundirlo con un robot del tipo androide.

## Orígenes
El concepto del híbrido hombre-máquina fue generalizado en la ciencia ficción antes de que ocurriera la Segunda Guerra Mundial. Frankenstein, de Mary Shelley, una de las obras pioneras de la ciencia-ficción, anticipa algunas de las cuestiones planteadas por el concepto de cyborg, como el transhumanismo, la inteligencia artificial, la consciencia y la identidad propias y si éstas son posibles en un ser creado artificialmente. En The Man That Was Used Up (1839), Edgar Allan Poe, por ejemplo, describe a John A. B. C. Smith, un héroe de guerra con un cuerpo compuesto de múltiples prótesis. En 1910, el escritor francés Jean de la Hire presenta a Nyctalope (para algunos el primer superhéroe y también el primer cíborg literario) en la novela L'homme qui peut vivre dans l'eau (‘El hombre que puede vivir en el agua’). En el poco conocido díptico de novelas La poupée sanglante/La machine á assassiner (La muñeca sangrienta/La máquina de asesinar), del francés Gastón Leroux, más conocido como el autor de El Fantasma de la Ópera, y publicadas por primera vez en 1923, aparece  un autómata llamado Gabriel, al que se le implantan el cerebro y la médula espinal de Bénédicte Masson, un hombre ejecutado en la guillotina por unos asesinatos que él en realidad no cometió, y que utilizará su nuevo cuerpo mecánico para perseguir y desenmascarar a los verdaderos culpables de los crímenes. Por su parte, en The Comet Doom (1928), el estadounidense Edmon Hamilton describe exploradores espaciales cuyos cuerpos combinan partes orgánicas y mecánicas. Este mismo autor es conocido por el peculiar cerebro viviente y parlante, siempre flotando en un receptáculo transparente, que acompaña al superhéroe Captain Future (1939). Hamilton utiliza el término de forma explícita en el cuento After a Judgmente Day (1962) para referirse a los "las copias mecánicas de humanos" llamadas "Charlies", explicando que "cíborgs es como se les había llamado, desde el primero [el primer Charlie] a inicios de la década de 1960... organismos cibernéticos".

## El cíborg en la sociedad

### Finanzas
Debido a avances en las tecnologías de la información, inversionistas humanos han sido capaces de emplear computadoras para participar en operaciones a una mayor velocidad a través de fronteras nunca antes vistas. Las finanzas en la actualidad se están viendo afectadas en parte por los seres humanos y en parte por las máquinas, por lo que ahora se define como “finanza cíborg”.
El nuevo inversionista cíborg es distinto a las concepciones anteriores debido a que esta nueva concepción es más rápida, se ve una mayor orientación a los datos automatizados, a su vez una mayor cantidad de información.
Una característica clave de la “finanza cíborg” es el uso de ordenadores verdaderamente rápidos y poderosos para analizar y ejecutar oportunidades comerciales basadas en modelos matemáticos complejos.

### Medicina
En medicina, hay 2 tipos de cíborg: los de restauración y de mejora. Las tecnologías de restauración se encargan de “restaurar funciones perdidas, órganos y extremidades”. El aspecto clave de la “ciborgización” restaurativa es la reparación de procesos tanto rotos o faltantes para revertirlos y convertirlos a un nivel de función saludable o a un nivel promedio. No hay ninguna mejora a las facultades originales y los procesos perdidos.
Por el contrario, el cíborg encargado de mejora “sigue un principio, el principio de rendimiento óptimo, el cuan consiste en la maximización de salida y la minimización de las entradas”. Por lo tanto, un cíborg mejorado intenta superar los procesos normales o incluso adquirir nuevas funciones que originalmente no estaban presentes.
Aunque las prótesis en general suplementan cuerpos dañados o perdidos con la integración de un artificio mecánico, implantes biónicos en medicina permiten que modelos de órganos o partes del cuerpo sean capaces de imitar la función origina de una manera más exacta. Michael Chorost escribió un libro de memorias de su experiencia con implantes cocleares, u oídos biónicos, titulado “Rebuilt: How Becoming Part Computer Made Me More Human”. Jesse Sullivan se convirtió en una de las primeras personas en operar una extremidad totalmente robótica a través de un injerto de nervio-músculo, permitiéndole un rango complejo de movimientos más allá de las prótesis anteriormente utilizadas.
Para el 2004, un corazón artificial completamente funcional fue desarrollado. El continuo desarrollo tecnológico de la biónica y la nanotecnología empieza a plantear preguntas de la mejora, y las futuras posibilidades de cíborgs que sobrepasan la funcionalidad original del modelo biológico. La ética y el deseo por “prótesis mejoradas” han sido debatidas; sus proponentes incluyen el movimiento transhumanista, con su creencia respecto a que las tecnologías emergentes pueden asistir a la raza humana para el desarrollo más allá de sus presentes, limitaciones normativas como el envejecimiento y las enfermedades, así como incapacidades más generales, como lo son las limitaciones en velocidad, fuerza, resistencia e inteligencia. Los oponentes del concepto describen lo que creen respecto a los sesgos que impulsan el desarrollo y la aceptación de dichas tecnologías, a saber, un sesgo hacía la funcionalidad y eficiencia que podría obligar a asentir una perspectiva del ser humano que resta importancia al definir las características de las manifestaciones actuales sobre humanidad y la persona, a favor de la definición de términos de mejoras, versiones y utilidad.

### Ámbito militar
Investigaciones de organizaciones militares se han enfocado en la utilización de cíborgs animales con el propósito de una supuesta ventaja táctica. DARPA ha anunciado su interés en el desarrollo de “insectos cíborg” para transmitir información a través de sensores implantados en el insecto durante la etapa de pupa. El movimiento se controla desde un sistema microelectromecánico (MEMS) y que posiblemente podría ser capaz de examinar el entorno o detectar explosivos y gas.
A su vez, DARPA está desarrollando un implante neural para controlar el movimiento de los tiburones. El sentido único de los tiburones podría ser explotado para proporcionar retroalimentación de información en relación al movimiento de un barco enemigo o podría revelar la presencia de explosivos bajo el agua.

### Arte

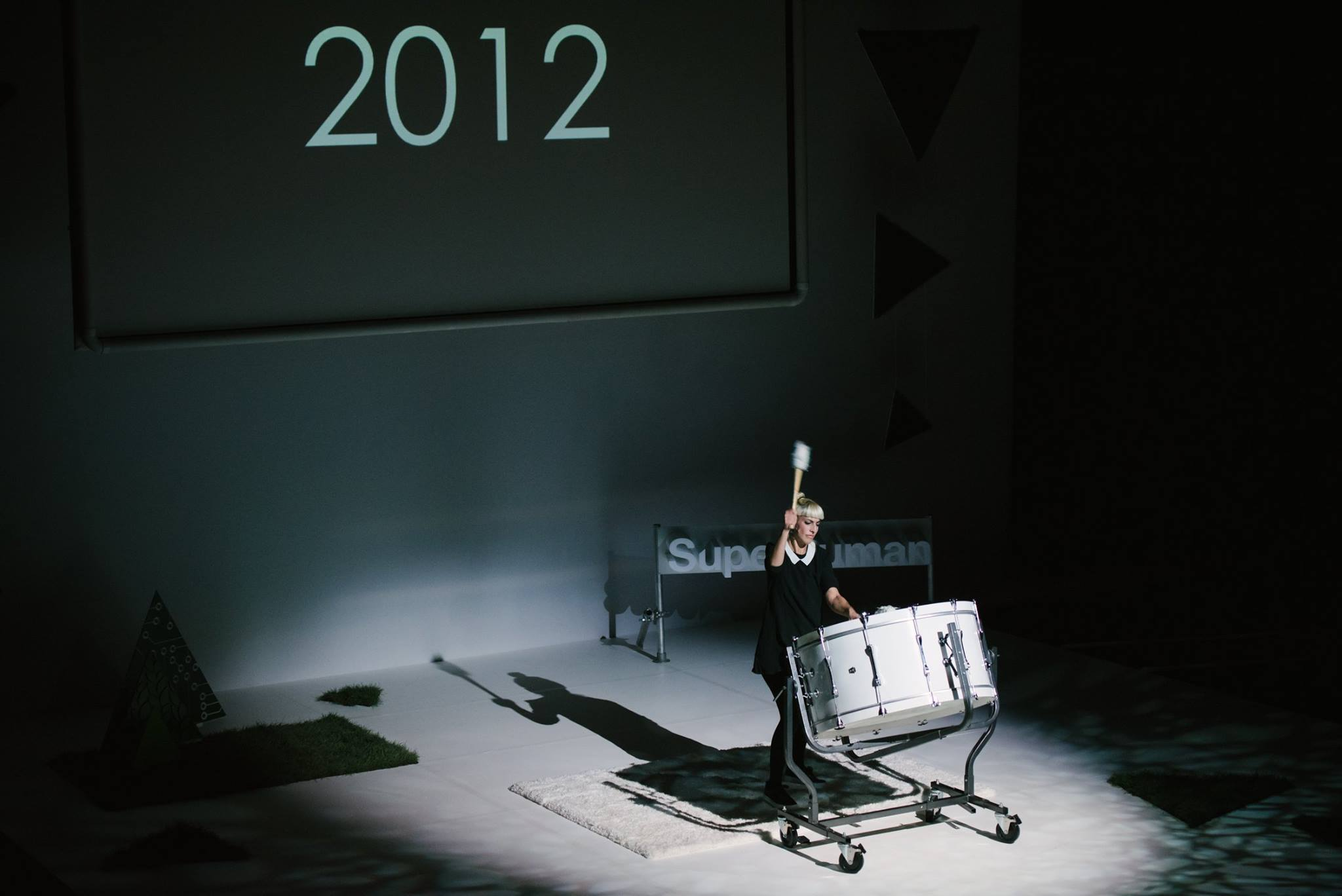
La artista Moon Ribas, fundadora de la Fundación Cíborg, actuando con su implante sísmico a TED (2016).

El concepto de cíborg es normalmente asociado con ciencia ficción. Sin embargo, muchos artistas han intentado crear una consciencia pública de organismos cibernéticos; estos yendo desde pinturas hasta instalaciones. Algunos artistas que crearon un sinnúmero de trabajos son Neil Harbisson, Moon Ribas, Patricia Piccinini, Steve Mann, Orlan H.R. Giger, Lee Bul, Wafaa Bilal, Tim Hawkinson, Esteban Celis y Stelarc.
Las máquinas son cada vez más omnipresentes en el proceso artístico, con cuadernos de dibujo computarizados remplazando a la pluma y el papel, y cajas de ritmo volviéndose tan populares como los bateristas humanos. Esto es tal vez lo más notable en el arte y música generativos. Compositores como Brian Eno han desarrollado y utilizado software capaz de construir partituras completas con tan solo un poco de parámetros matemáticos básicos.
Scott Draves es un artista generativo cuyo trabajo es explícitamente descrito como una “mente cibernética”. Su proyecto “Oveja Electrónica” genera arte abstracto mediante la combinación de trabajo de un sinnúmero de computadoras y personas a través del internet.

### Modificación corporal
A medida que la tecnología médica avanza, algunas técnicas e innovaciones han sido adoptadas por personas interesadas en la modificación corporal. Si bien todavía no son cíborgs, segun la definición de Manfred Clynes y Nathan Kline, los desarrollos tecnológicos como la seda de silicio implantable, y los códigos QR han ido cerrando al brecha entre la tecnología y el cuerpo humano. Tecnologías hipotéticas como los tatuajes digitales podrían aportar interactividad y funcionalidad a la modificación del cuerpo, permitiendo una manera de vida transhumanista en el mundo actual.

### Ética Ciborg
“La preocupación del ser humano por mejorar todo no es algo novedoso y puede decirse que ha acompañado a la historia de la humanidad”. Es prudente preguntarse en qué momento las mejoras que nos proporciona la tecnología son un apoyo, o se convierten en una problemática que nos aleja de nuestra humanidad; que, por consiguiente, tiene distintas implicaciones en los factores humanos que pueden llegar a ser perjudiciales.
La problemática del ciborg, se presenta en muchas cuestiones, que van desde lo social, lo económico, lo cultural y hasta lo ecológico. Pero, para poder plantear las estructuras, necesidades y posteriormente, una solución clara, hay que partir desde un razonamiento objetivo y que se desarrolle desde la ética.
La ética tiene distintos planteamientos en sus diferentes corrientes, pero, considerando al “ciborg” como una discusión actual y pertinente dentro del “posthumanismo” (debido a las características que aqueja). Esto nos da la pauta para proponer a la ética de los cuidados y la ética de la sustentabilidad como una base sólida para crear una propuesta sólida.
Antes de definir un planteamiento ético, contextualicemos la problemática con evidencias de la realidad:
- De acuerdo a Konsa: “Artificial cultures are purposefully created information environments that ensure that groupings and organizations would have the most suitable cultural acting conditions.” [14] En está conferencia se propone que la tecnología (en el entendido de la globalización, accesibilidad y facilidades que brinda), es capaz de cambiar la constitución natural del hombre, transformando el camino que recorre de acuerdo a las intenciones de los que son capaces de controlarlas.

- “In my analysis, I rely on post-colonial and cyborg theories of hybridity, on the Baudrillard concept of simulacra, and on the Marxist notion of “false consciousness” to illustrate how postSoviet, post-colonial, and post-truth aspects of war-torn Ukraine conflate in Seitablaev’s and Loznitsa’s works to bring to the fore the recent shift in the nature of warfare, now defined not so much by high-tech armed operations and direct annihilation of the opponent as by contactless warfare and its consequences for those directly influenced by it.” [15] En esté artículo el autor trata el tema de la guerra, desde el análisis de 2 cintas; de acuerdo a su razonamiento, las guerras actuales sufren de diversas implicaciones debido a las facilidades de la tecnología. Mientras que cada civil, soldado y personaje implicado en un conflicto se ha vuelto en un medio de difusión masivo (debido a la “hibridación” con las herramientas tecnológicas), tenemos, por el otro lado a mandatarios con poder infinito en la punta de su dedo, capaces de destruir el mundo sin levantarse de su asiento.

- “Lo tecnológico, cuya socialización y expansión sin precedentes ha sido guiada por las tecnologías de la información y la comunicación y las plataformas de medios sociales y no por la medicina u otra forma de socialización de su uso, co-produce y es crecientemente apuntalado por una construcción de la vida cotidiana que, como realidad socio-tecnológica, se asume como fundamental para la condición humana, incluyendo la salud, sin dar cuenta de su sustento “inhumano”.” [16] En este artículo, los autores comparan a lo tecnológico con la esclavitud. Esto podría definirse y explicarse como nuestra deshumanización por parte de la tecnología; con esto salen diversos conceptos a flote, como la mencionada realidad socio-tecnológica, que nos encadena a vivir esclavos de nuestra creación, y peor aún descuidar e incluso olvidar nuestras relaciones (físicas y materiales) con los otros para concentrarlas dentro de esta esfera.

- “La tecnología como mirada didáctica da posibilidades de acceso al conocimiento, en este caso la actividad lúdica como medio que enriquece y humaniza.”[17] De acuerdo con este artículo de investigación, se utilizó al juego como una herramienta lúdica para volver a la tecnología en una herramienta, que fungiera como un mecanismo de enriquecimiento; logrando con esto la humanización de la tecnología en un proceso natural de lo humano, convirtiéndose en “la herramienta”.

- “La tendencia a simplificar las respuestas de las personas utilizando la tecnología u otros medios como protocolos, reduce al mínimo el significado y sentido de todo el proceso salud-enfermedad de la persona. Elimina el aspecto complejo de todo acto humano ante el sufrimiento, el dolor, la discapacidad y planteamientos vitales ante la vida y la muerte de las personas.” En este artículo se trata el tema de lo ético en la tecnología de la salud. De acuerdo a lo establecido, el constante uso de la tecnología dentro del ámbito de la salud, y la creciente sustitución de los sistemas “humanos” provoca la deshumanización de el trato medico; es decir que se pierden características propias del humano. Tales como la resolución de conflictos éticos y morales a la hora de cuidar a un paciente, por ejemplo.

Con todo lo expuesto anteriormente, podemos catalogar a la problemática “ciborg”, dentro de una ambigüedad que a día de hoy es quizás irresoluble. Mientras que por un lado tenemos la globalización y muestra dé diversos conflictos, por el otro tenemos la deshumanización y el tratamiento indiscriminado de casos médicos.
Es por esto, que más allá de proponer una postura ética que responda a estás problemáticas, es más fácil catalogar al “ciborg” como una materialización ficcional de una característica de lo humano y su relación con la tecnología; es decir que la tecnología no es una invención humana, si no que es directamente una parte “natural” del humano. Que no le permite únicamente modificar el espacio a su antojo, si no que le confiere capacidades para modificarse y mejorarse a sí mismo.

## Investigaciones
Más allá del imaginario de la ciencia ficción, Kevin Warwick es tal vez la figura más importante en el desarrollo de una verdadera unión entre el humano y la máquina. El 24 de agosto de 1998 Warwick llevó a cabo el experimento Cyborg 1.0, en el cual se le implantó debajo de la piel un chip RFID (usando exclusivamente anestesia local) con el cual fue capaz de controlar puertas, luces, calentadores y computadoras sólo con la señal emitida por el chip.
Un segundo experimento, todavía más importante, fue el Cyborg 2.0 el 14 de marzo de 2004, en el cual un chip de mayor complejidad fue implantado en el sistema nervioso de Warwick por medio del cual se conectó a Internet en la Universidad de Columbia de Nueva York y logró mover un brazo robótico situado en la Universidad de Reading del Reino Unido. Además, se le implantó también a su esposa un microchip (con el objetivo de crear alguna clase de telepatía o empatía) permitiendo así la primera comunicación puramente electrónica entre dos sistemas nerviosos humanos
Después de los experimentos no se encontraron ninguna clase de daños o interferencias en el sistema nervioso, lo cual determinó su éxito.

### Estado cíborg
En 2004, el artista británico Neil Harbisson, cocreó y se instaló un eyeborg en la cabeza para poder escuchar los colores que le rodean. El mismo año, el gobierno británico le prohibió renovar su pasaporte británico por el hecho de llevar un aparato electrónico en la cabeza. Harbisson empezó una campaña para defender sus derechos como cíborg y justificó que el ojo electrónico no es un aparato electrónico sino parte de su cuerpo y extensión de sus sentidos. Después de semanas con correspondencias, incluyendo cartas de su universidad y de su doctor, su ojo electrónico fue finalmente aceptado como parte de su cuerpo y su foto con el eyeborg incluida en el pasaporte.

### Cyborg Foundation
La Cyborg Foundation es la primera organización internacional del mundo dedicada exclusivamente a ayudar a los humanos a convertirse en cíborgs. La fundación fue creada en 2010 por el cíborg Neil Harbisson y Moon Ribas como respuesta a la multitud de cartas y correos electrónicos recibidos de personas interesadas en convertirse en cíborg. Los principales objetivos de la fundación son extender los sentidos y las capacidades humanas creando y aplicando extensiones cibernéticas en el cuerpo, promover el uso de la cibernética en eventos culturales y defender los derechos de los cíborgs. En 2010, la fundación, establecida en Mataró (Barcelona), fue galardonada con el Premio Cre@tic otorgado por Tecnocampus Mataró.

## Cíborgs en la ficción
- The Terminator, película de 1984 dirigida por James Cameron.
- Cinder, novela de Marissa Meyer.
- Aníbal5, cómic mexicano de Alejandro Jodorowsky.
- Kamen Rider, serie emblema del tokusatsu japonés de la Era Showa. En él, un humano es remodelado en un cíborg por fuerzas malignas para dominar el mundo, aunque liberándose de su influjo y luchando por el bien.
- Cyborg 009
- Cybermen
- Silverhawks
- Alex Murphy / RoboCop, de la franquicia RoboCop.
- John Silver, de El planeta del tesoro.
- Virus, película de 1999 dirigida por John Bruno.
- General Grievous y Darth Vader, de la franquicia Star Wars.
- Billy Kid, de Zenless Zone Zero.
- Rugal Bernstein / Omega Rugal y K9999, de la franquicia The King of Fighters.
- Doctor Otto Octavius / Doctor Octopus, de Marvel Comics.
- Motoko Kusanagi, de la franquicia Ghost in the Shell.
- Los Androides 17 y 18, de la franquicia Dragon Ball.
- Franky, de la franquicia One Piece.
- Cyrax, Sektor y Kano, de la saga Mortal Kombat.
- Borg, de la franquicia Star Trek (aunque de origen no humano, también son criaturas que son mejoradas de forma artificial con ayuda de la tecnología).
- N.Gin
- Raiden y Gray Fox, de la saga Metal Gear.
- Genos, del webcómic y sus adaptaciones al manga y anime, One Punch Man.
- Adam Jensen, de los videojuegos Deus Ex: Human Revolution y Deus Ex: Mankind Divided.
- Briareos Hecatonchires, de la película Appleseed.
- Psychotron, novena canción del disco Countdown to Extinction, quinto álbum de estudio de la banda estadounidense de thrash metal Megadeth (1992), cuya letra relata la historia de un cíborg llamado Psychotron encargado de matar con cierto patrón de asesino en serie.
- Victor Stone / Cyborg y Cyborg Superman, de DC Comics.
- Prophet, del videojuego Call of Duty Black Ops 3.
- Gally / Alita, de la franquicia GUNNM.
- Adam Smasher, de la franquicia Cyberpunk.
- Kang So Bong, de Are You Human Too? (la protagonista es un cíborg y esto fue revelado por el robot artificial Nam Shin II en uno de los capitulos).